# ラウリ・アラ＝ミリマキ
ラウリ・エリアス・アラ＝ミリマキ（Lauri Elias Ala-Myllymäki, 1997年6月4日 - ）は、フィンランド・ピルカンマー県ピルッカラ出身のサッカー選手。ヴェネツィアFC所属。ポジションはMF。

## クラブ経歴
2013年にFCイルヴェスのトップチームに昇格。6月15日のウッコネン (2部リーグ)のFCコーテーペー戦で16歳でプロデビュー。翌2014年シーズンより先発に定着。同年シーズンは2部で3位に入り、トップリーグのヴェイッカウスリーガに昇格。2016年シーズンに9ゴールを決めると、2019年シーズンは自己最多の12ゴールを記録。国内カップ戦フィンランド・カップ優勝を経験した。
2020年11月5日、ヴェネツィアFCと2024年までの契約を締結。2021年1月より加入した。

## 代表歴
2013年から各ユース世代のフィンランド代表に随時招集され、2018年までユース代表で主軸を担った。